# Мъгленски пещерен парк
Мъгленският или Пожарски пещерен парк (на гръцки: Σπηλαιοπάρκο Αλμωπίας, Λουτρών) е пещерна система в южните склонове на планината Нидже (Ворас), Северна Гърция, разположена над мъгленското село Пожарски бани (Лутра Лутракиу).
Пещерите са от голяма важност за науката, тъй като в тях има следи от ранно човешко обитаване и кости от животни. Находките от пещерите са изложени в Природонаучния музей в Съботско (Аридеа).

## Описание
Пещерният комплекс е открит през 90-те години на XX век. Състои се от около петнадесет пещери от различен вид и с различни размери, разположени по течението на реката Колова (Агиос Николаос), формирани преди появата на равнината Мъглен, когато нивото на морето стига до скалата. Проучвания се водят от 2004 година насам от Ефорията за палеоантропология и спелеология на Северна Гърция.
Пещерите имат голям палеонтологичен и палеоекологичен интерес заради големия брой остатъци от животински скелети, предимно на праисторическата пещерна мечка (Ursus spelaeus), датирани от плейстоцена и по-конкретно от последния леден период Вюрм (пред 80 000 – 10 000 години).
Пещерите имат и археологически интерес. Съдейки по запазените керамични фрагменти, пещерите са използвани от хора от края на неолита и през бронзовия период – или като постоянни жилища или като временни за пастирите от областта.

## Пещери
| Пещерни формации        | Пещерни формации                                                                     |
| Име                     | Бележка                                                                              |
| ----------------------- | ------------------------------------------------------------------------------------ |
| Пещерен процеп          |                                                                                      |
| Пещера 1 (Свети Георги) | Една от най-големите пещери, чиято голяма ѝ зала е използвана за култови практики    |
| Пещера 2                | Най-голямата пещера с неолитни находки и следи от употреба от хора                   |
| Пещера 3                | Малка пещера, близо до процепа, на чийто вход има пещерна рисунка                    |
| Пещерно укритие 4       | Едно от най-големите от този вид, с два входа                                        |
| Пещерно укритие 5       | На почернените ѝ стени са открити най-важните рисунки в комплекса                    |
| Пещерно укритие 6       | С големи размери, открити са фосили от кафява мечка и керамика                       |
| Пещерно укритие 6а      | С големи размери и скални рисунки и надписи                                          |
| Пещерно укритие 7       | На скалата отвън има релфи, открити са и римски монети                               |
| Пещера 8                | Огромен процеп във вертикална скала, който на височина 25 m метра се отваря в пещера |
| Пещера 9                | Има красив коридор с бели сталактити и сталагмити                                    |
| Пещерен процеп 10       | Намира се във вертикални скали, 15 m над Пещера 1                                    |
| Пещерно формирование 11 | Процеп в скалата на 7 m под Пещера 1                                                 |
| Пещерно формирование 12 | Голям отвор с вид на вход към пещера                                                 |
| Пещерни отвори          |                                                                                      |

### Пещерен процеп
Пещерният процеп (Σπηλαιοβάραθρο) е една от най-важните пещери в парка. Дълга е 50 m и е във варовикова скала. Във вътрешността са открити керамични находки от късния неолит, а в най-дълбоката част е намерен скелет на мъж около 40 – 50 години от историческия период. Пещерата носи името си по процеп в скалата, от който се осветява.

### Пещера 1
Сред най-важните пещери е 1 или така наречената Меча пещера (Αρκουδοσπηλιά). Днешният вход е по-късен, тъй като в нея са открити скелети на големи мечки, които не биха могли да влязат през него. Част от пещерата е формирана изкуствено от праисторически хора.

### Пещера 2
Ценна от археологическа гледна точка е и Пещера 2, една от най-големите пещери, известна и като „Партизанския склад“ (Αποθήκη των Ανταρτών). Пещерата е богата на археологически находки. По цялата повърхност на пещерата има остатъци от огнища и значителни количества керамика от късния неолит и ранната бронзова епоха. Находките включват каменни и костени инструменти, кости от редица домашни животни и останки от растения – остатъци от храна. Близо до входа има следи от случайно използване на пещерата в по-късни праисторически и исторически периоди.

### Други пещери
Други пещери са „Авра“, носеща името на съседния запуснат хотел, „Пещерата на керамиката“ и пещерата „Плоча“. И в трите са открити археологически находки. В миналото част от историческите слоеве са отстранени и много находки са унищожени.